# 15573 Richardjoseph
15573 Richardjoseph eller 2000 GX65 är en asteroid i huvudbältet som upptäcktes den 5 april 2000 av LINEAR i Socorro County, New Mexico. Den är uppkallad efter Richard Joseph.
Asteroiden har en diameter på ungefär 4 kilometer och den tillhör asteroidgruppen Koronis.